# Druide
En druide var en keltisk præst i oldtiden i det gamle Gallien og Britannien. Druider dannede en afsluttet stand med bestemt organisation og bestemte rettigheder. I spidsen for dem stod en ypperstepræst, hvis stilling ved dødsfald gik over til den mest ansete af de andre druider; fandtes ingen selvskreven dertil, udvalgtes efterfølgeren sædvanlig ved afstemning; stundom gjorde en tvekamp mellem to konkurrenter udslaget. 
For at optages i præsteskabet måtte man gennemgå en lang og vanskelig skole, der kunne vare 20 år. Britanniens druider stod højest i ry, hvorfor også novicerne fra Gallien for en stor del drog til Britannien for at få undervisning der. Læren meddeltes mundtlig; den måtte ikke nedskrives, ej heller meddeles til lægfolk. Læresætningerne handlede om stjernerne og deres bevægelser, om verdens indretning og naturen, om religionen, sjælens udødelighed og sjælevandring. 
Druider traf bestemmelser om alle religiøse spørgsmål, ledede både private og offentlige ofringer, tog spådomme af fuglenes flugt og skrig og af offerdyrenes indvolde; tillige virkede de som troldmænd og læger. Al dømmende myndighed var i deres hånd; de ikendte straf for forbrydelser og afgjorde stridigheder om arv og ejendomsret. Deres kendelser vidste de at skaffe respekt; enhver, som var dem overhørig, blev lyst i band, hvilket havde til følge, at han ikke måtte tage del i gudsdyrkelsen og blev skyet af alle sine landsmænd som uren og vanhellig. 
Druider var ligestillede med adelen. De havde stor politisk indflydelse og nød betydelige forrettigheder; blandt andet var de fri for krigstjeneste og for skatter og afgifter af enhver art. 
Rundt om i Gallien fandtes hellige steder, lunde og altre, hvor der under druidernes ledelse holdtes religiøse fester; her ofredes også mennesker, for en stor del dog dødsdømte forbrydere, og der spåedes af ofrenes krampetrækninger. En af de mest ansete helligdomme lå på øen Mona (ɔ: Anglesey); i en anden, der lå mere centralt i Carnuternes land (gallisk stamme omkring nutidens Chartres), holdt druiderne hvert år retsmøde for hele Gallien. 
Romerne gjorde ende på druidernes politiske magt og forbød menneskeofringerne; Helligdommen på Mona blev ødelagt 61 e.Kr. Under det romerske herredømme måtte druiderne optræde mere skjult, men vedblev dog længe at have stor indflydelse på deres landsmænd, navnlig i Britannien.